# قطعنامه ۷۷۷ شورای امنیت
قطعنامه ۷۷۷ شورای امنیت سازمان ملل متحد که در تاریخ ۱۹ سپتامبر ۱۹۹۲ تصویب شد، سندی بین‌المللی دربارهٔ جمهوری فدرال یوگسلاوی است. این قطعنامه طی نشست ۳۱۱۶ام با ۱۲ رای موافق، ۰ مخالف و ۳ ممتنع تصویب شد.